# Органіцизм
Органіцизм — популярний в 19 столітті напрям у натуралістичній соціології, започаткований відомим англійським філософом та соціологом Гербертом Спенсером. В його основі лежала ідея пошуку аналогії, а в деяких науковців і повного ототожнення (організму) суспільства з організмом людини. Представники органістичної школи в соціології пояснювали соціальне життя біологічними закономірностями, виявляючи спільні загальні закономірності розвитку природи та суспільства.

## Розвиток ідей органіцизму
Аналогія між організмом і суспільством не є винаходом соціологічного натуралізму. Як відомо, до його появи спроби порівняти суспільство з організмом робили Платон, Томас Гоббс і Огюст Конт, теза якого про необхідність використання в соціології порівняльного методу також була сприйнята органістичним напрямом.
Поширення органістичних ідей в соціології пов'язане з значними успіхами біологічної науки у 19 ст. Започаткування органістичної школи в історії соціології пов'язано з науковою діяльністю Герберта Спенсера. Виходячи з ідеї "суспільство це організм "(так називається один із розділів книги «Основи соціології»), англійський учений звертає увагу на цілий ряд схожих рис між соціальним і біологічним організмами. Зокрема, тому, й іншому притаманні зростання і збільшення в обсязі, ускладнення структури, диференціація структури і функцій.
Як і біологічний організм, суспільство має три системи органів:
- «підтримувальну систему», яка забезпечує у живому організмі харчування, а у суспільстві — виробництво;

- «розподільну систему» — в живому організмі це система засвоєння поживних речовин, у суспільстві — система поділу праці та розподілу продуктів;

- «регулятивну систему» — в живому організмі це нервова система, у суспільстві — система держави і права.

Проте між біологічним та соціальним організмами Спенсер бачив деякі істотні відмінності: в організмі складові елементи підпорядковані цілому і існують заради нього, тоді як у суспільстві не індивіди існують заради суспільства, а суспільство заради блага своїх окремих індивідів, та ін. Органіцизм Герберта Спенсера можна вважати поміркованим, оскільки він не вдається до повного ототожнення соціального і біологічного.
Одним з відомих органіцистів був німецький і австрійський соціолог і економіст Альберт Шеффлє. Спочатку Шеффлє стояв на позиціях вульгарного органіцизму, та згодом його погляди стали більш поміркованими. Він підкреслював, що суспільство подібне до організму, але вони не тотожні. Органіцизм Шеффлє істотно відрізняється від інших концепцій, оскільки в ньому в центрі уваги перебувають не стільки біологічні, скільки матеріальні та духовні фактори розвитку суспільства.
Французький біолог і соціолог Альфред Еспінас вважав, що соціальна наука має вивчати не стільки аналогії між «клітинами» біологічного та соціального організму, скільки об'єднання між особинами тваринного світу, які більше нагадують об'єднання людей у суспільстві. Еспінас на відміну від більшості органіцистів, які намагалися довести, що суспільство — це організм, використовуючи аналогію у зворотному порядку, стверджує, що кожний живий організм як складна асоціація клітин чи особин є суспільством. Таким чином, виходить, о суспільство як асоціація особин є лише різновидом тваринних суспільств.
Французький соціолог Рене Вормс у ранніх працях стоїть на позиціях вульгарного органіцизму, проте його дослідницька діяльність випала на той час, коли органістична перебувала під шквалом критики. Тому він поступово переглядав свої початкові принципи, замінюючи їх більш поміркованими. Пізніше Вормс починає говорити про те, що органіцизм можна використовувати лише для аналізу примітивних суспільств, оскільки зі зростанням у процесіеволюції суспільства духовних факторів відбувається ускладнення системи соціальних взаємозв'язків між членами суспільства, і це потребує нових підходів.

## Органіцизм у Росії
Органіцизм у Росії розвився досить швидко. Основні представники органістичної школи — Павло Федорович Лілієнфельд та Олександр Іванович Стронін.
Органіцизм Лілієнфельда суттєво відрізняється від спенсерівського тим, що в ньому принцип аналогії замінюється ототожненням соціального та біологічного організмів.
Використовуючи аналогії Спенсера, він доповнює їх новими функціями — розмноження, народження, росту, хвороби, смерті, накопичення запасів та ін. На основі принципу ототожнення біологічного та соціального організмів він стверджує про існування та дію біологічних законів щодо суспільства і вважає, що об'єднання людей у різні групи нічим принципово не відрізняється від тих природних законів, за якими об'єднуються між собою біологічні клітини в організмі.
Лілієнфельд доповнив органіцизм концепцією «соціальних хвороб», якими він називає будь-які відхилення чи порушення в системі соціального організму. Функцію лікаря у такому разі мусить брати на себе уряд і держава, щоб забезпечити «соціальне здоров'я» всьому суспільству.
О. Стронін — представник вульгарного органіцизму в Росії. Тотожність суспільства з організмом він намагався довести, зіставляючи схожість їх функціонування і закономірностей. Він вважав, що можливо переносити закони природи на суспільство, а соціальне знання необхідно будувати за подобою природничих наук, в першу чергу біології. На думку Строніна, суспільство — це організм, а соціальні інститути — це окремі частини організму. Функціонування людини і суспільства відбувається однаково, а тому він вважав, що соціологія повинна бути аналогічною з фізіологією.

## Критика органіцизму
Органіцизм намагається пояснити світ людини через світ живої природи, її закономірності, але навіть найглибше знання соціальних закономірностей не може розкрити закономірностей біологічних і навпаки. Механічне перенесення законів біології на суспільство та поверхові аналогії майже нічого не дали для наукового розуміння суспільства, особливо його законів.
Орієнтація на еволюцію та відносно сталі закони біологічного світу виключили, по суті, будь-які спроби дослідження перспектив розвитку суспільства, не орієнтували на дослідження майбутнього.
Якщо порівняти з теоріями, котрі розглядали суспільство як продукт згоди між індивідами, органічний структурно-функціональний підхід до його вивчення був безумовно кроком уперед. У цілому ж концепції органістів не є до кінця науковими. Конкретно-історичне вивчення соціальних явищ вони підміняли довільними аналогіями, соціальні закономірності — біологічними. Такі соціальні явища, як конфлікти, класова боротьба, проголошувалися «хворобами організму». На їхню думку, нормальний розвиток суспільства має відбуватися лише еволюційно.